# Tubo de rayos X
Un tubo de rayos X es una válvula de vacío utilizada para la producción de rayos X, emitidos mediante la colisión de los electrones producidos en el cátodo contra los átomos del ánodo. Los tubos de rayos X evolucionaron a partir del aparato diseñado por William Crookes, con el que Wilhelm Röntgen  descubrió los rayos X a finales del siglo XIX . La disponibilidad de una fuente controlable de rayos X posibilitó el desarrollo de la radiografía, técnica con la que se visualizan objetos opacos a la radiación visible. Los tubos de rayos X también se utilizan en los escáneres TAC, los controles de equipajes de los aeropuertos, los experimentos de difracción de rayos X y la inspección de productos y mercancías. Existen diversos tipos de tubos de rayos X, optimizados para diferentes aplicaciones. Todos los tubos modernos están contenidos en una coraza protectora y su operación está sujeta a reglamentaciones para evitar una exposición a dosis nocivas de rayos X.

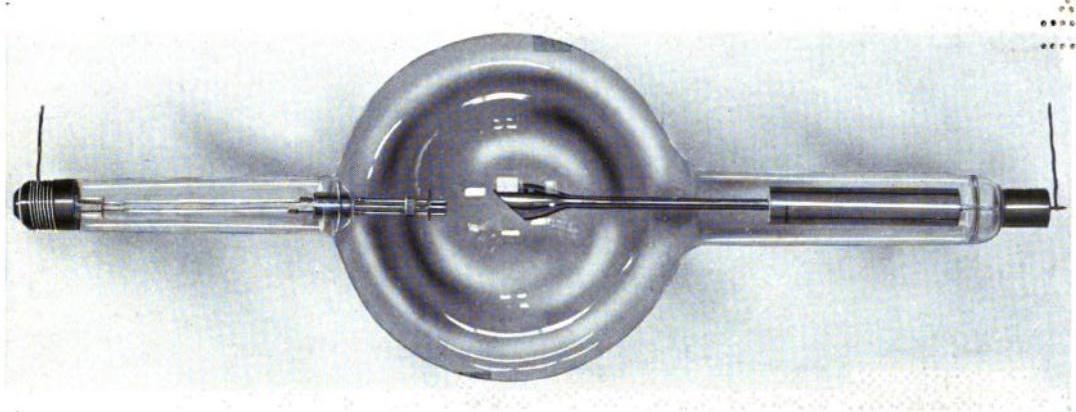
Tubo de rayos X de Coolidge, ca. 1917. El cátodo se encuentra a la izquierda, y el ánodo, a la derecha. Los rayos X se emiten hacia abajo.

## Principios físicos

Espectro emitido por un tubo de rayos X con un ánodo de rodio con un voltaje de 60 kV. La curva subyacente corresponde al bremsstrahlung, mientras que los picos corresponden a las líneas de emisión característica del rodio.

El tubo de rayos X consta de un cátodo, cuya función es emitir electrones hacia el ánodo. En los tubos modernos, el cátodo es un filamento, habitualmente de wolframio, calentado por medio de una corriente eléctrica de unos pocos amperios. Una porción de los electrones que circulan por el filamento se desprenden debido al efecto termoiónico. El haz de electrones emitido por el cátodo se acelera mediante una fuente de alto voltaje alterna  —por ejemplo, entre los 30 y 150 kV—  Para mejorar el rendimiento de los tubos de rayos X y evitar que la corriente fluya hacia el cátodo y destruya el filamento durante el ciclo de voltaje inverso se usan rectificadores.
Al colisionar contra el ánodo los electrones del haz ceden su energía al material, resultando en la emisión de rayos X mediante dos procesos: Por un lado, los electrones del haz pueden impartir la suficiente energía a los electrones del ánodo para que puedan escapar a la atracción del núcleo y abandonar su nivel atómico. Los electrones de niveles de energía superiores ocupan el nivel vacío, emitiendo fluorescencia o línea de emisión característica de energía igual a la diferencia entre los dos niveles atómicos. Por otro lado, los electrones de haz también pueden ser desviados de su trayectoria por el campo eléctrico de los núcleos atómicos del ánodo, emitiendo Bremsstrahlung o radiación de frenado, de espectro continuo, con la energía máxima igual al voltaje del tubo. Alrededor de un 1 % de la energía del haz es emitida en forma de radiación por estos procesos, predominantemente en la dirección perpendicular a la del haz de electrones. El espectro de rayos X emitidos por el tubo depende del material del ánodo y del voltaje de aceleración aplicado. El resto de la energía se desprende en forma de calor, por lo que el ánodo debe estar refrigerado, mediante agua o aceite. El diseño del ánodo es importante para limitar su calentamiento, lo que permite incrementar la intensidad del haz de electrones y reducir el foco o área de impacto en al ánodo, con la consiguiente mejora de las características de los rayos X emitidos.
El ánodo es un metal de alto número atómico Z, lo que mejora la eficiencia del tubo. El wolframio se usa para muchas aplicaciones, debido a su alto punto de fusión y resistencia a la evaporación, bien en estado puro o en aleación con renio. También se utilizan los ánodos de molibdeno para ciertas aplicaciones donde se precisan rayos X de menor energía, como las mamografías. Para los experimentos de difracción de rayos X también son comunes los ánodos de cobre y cobalto.

## Historia

### Tubo de Crookes

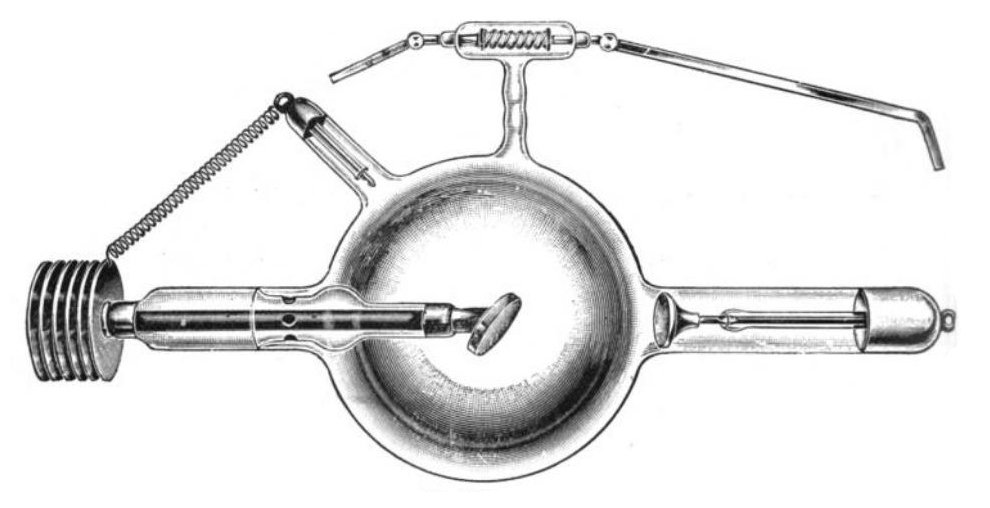
Tubo de Crookes de principios del. El cátodo está a la derecha y el anticátodo en el centro. El electrodo en la parte superior a izquierda es el ánodo. El dispositivo en la parte superior sirve para mantener la presión del gas.

Los rayos X se observaron por primera vez en tubos de descarga conocidos como «tubos de Crookes», en honor de uno de us inventores, el físico británico William Crookes. Cuando se descubrieron los usos de los rayos X en medicina y ciencia, se empezaron a fabricar tubos de Crookes especializados para la producción de rayos X. Esta primera generación de tubos de cátodo frío estuvo en uso hasta la tercera década del siglo XX.
En los tubos de Crookes, los electrones necesarios para generar rayos X se liberaban mediante la ionización de aire residual presente en el tubo tras hacerse un vacío parcial hasta alcanzar presiones entre 10−6 y 5×10−8 atmósferas o 0,1-0,005 Pascales. El cátodo, consistente en una placa de aluminio de forma cóncava, creaba un haz de electrones. En los primeros modelos, el ánodo se utilizaba para acelerar los electrones, que colisionaban contra el vidrio al final del tubo. Esto provocaba la rotura del tubo al cabo de cierto tiempo; este problema se solucionó mediante la adopción del ánodo como blanco del haz de electrones, aunque otros modelos un tercer electrodo, el anticátodo, para la producción de rayos X. Normalmente el anticátodo o, en su ausencia, el ánodo, era de platino, posicionado oblicuamente de tal modo que los rayos X se emitían hacia el lado del tubo. Gracias a la curvatura del cátodo, los electrones se enfocaban en una área del ánodo de alrededor de 1 mm de diámetro, para producir imágenes más nítidas.
Los tubos funcionaban mediante la aplicación de un voltaje de corriente continua de hasta unos 100 kilovoltios entre los ánodos y el cátodo. La tensión se generaba mediante una bobina inductora, o, en el caso de tubos grandes, un generador eléctrico. El voltage generaba y aceleraba algunos iones en el gas presente en el tubo, los cuales a su vez ionizaban otros átomos del gas en una reacción en cadena. El cátodo emitía electrones cuando los iones con carga positiva chocaban contra el metal. Estos electrones, junto a los emitidos por el gas, originaban los rayos X en el ánodo o anticátodo mediante Bremsstrahlung o fluorescencia.
Los tubos de Crookes eran inestables. Con el paso del tiempo, el gas residual en su interior era absorbido por las paredes del tubo; como consecuencia, la presión se reducía, el voltaje aumentaba y se producían rayos X de mayor energía, hasta que el tubo dejaba de funcionar. Para prevenir este proceso, se acoplaba al tubo un pequeño conducto con mica u otro material que desprendía gas al calentarse, restaurando así la presión inicial. Las paredes de vidrio del tubo se ennegrecían tras un uso continuado del tubo.

### Tubo de Coolidge

Esquema de un tubo de Coolidge. C: filamento/cátodo (-); A: ánodo (+); W_{in} and W_{out}: Entrada y salida del agua en el refrigerador del ánodo.

En 1913, William Coolidge realizó varias mejoras al tubo de Crookes. El tubo de Coolidge, también conocido como «tubo de cátodo caliente», ha estado en uso desde entonces con algunas modificaciones sobre el diseño básico. Funciona en un alto vacío, de unos 10−4 Pa, o 10−6 Torr y los electrones son generados por emisión termoiónica en un filamento de wolframio —el cátodo— calentado por una corriente eléctrica. El haz de electrones emitido por el cátodo es acelerado aplicando una diferencia de potencial entre el cátodo y el ánodo; al colisionar con el ánodo, los electrones producen rayos X por los mismos procesos que en el tubo de Crookes.

## Tipos

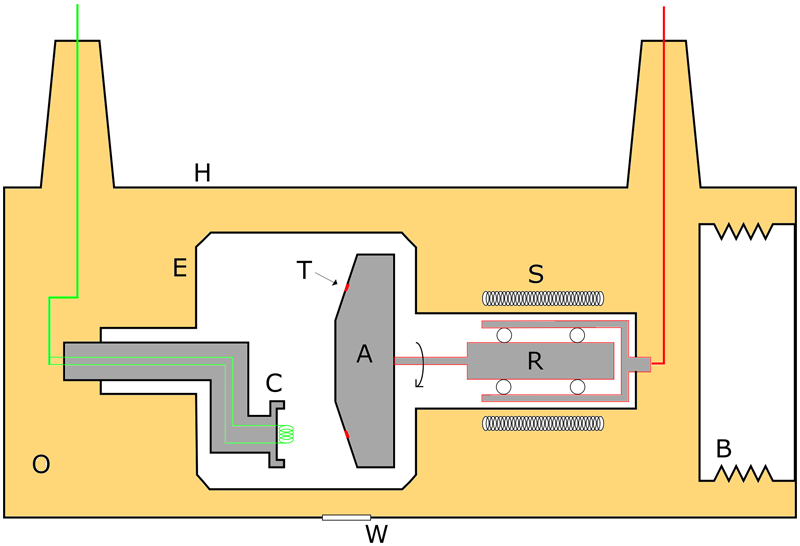
Esquema de un tubo de ánodo rotatorio. A: ánodo; R: rotor; T: área donde incide el haz de electrones; C: cátodo; E: superficie del tubo en vacío; S: estator; O: volumen ocupado por el aceite refrigerador; B: fuelle que permite la expansión termal del aceite; W: ventana de salida de los rayos X

### Ánodo rotatorio
El tubo de ánodo rotatorio es un tubo de Coolidge en el que se hace girar el ánodo mediante inducción electromagnética generada por estatores situados alrededor del tubo. Al girar, el calor generado por el impacto del haz de electrones se distribuye sobre una mayor superficie, lo que permite aumentar la intensidad del haz de electrones en aplicaciones que requieran una alta dosis de rayos X.

### Tubos de microfoco
Ciertas técnicas, como la  microtomografía, precisan de imágenes de muy alta resolución que pueden conseguirse usando un haz de rayos X de sección reducida. Los tubos de microfoco producen haces con un diámetro típico menor de 50 µm de diámetro. Los tubos de microfoco de ánodo sólido son similares a un tubo de Coolidge convencional, pero con el haz de electrones incide sobre una área muy pequeña del ánodo, normalmente entre 5 y 20 µm; la densidad de potencia del haz de electrones está limitada a un valor máximo de 0.4-0.8 W/µm para no derretir el ánodo, por lo que estas fuentes son poco potentes, por ejemplo, 4-8 W para un haz de electrones de 10 µm de diámetro.
Los tubos de ánodo de metal líquido, en cambio, pueden funcionar con una potencia de 3-6 W/µm. En estos instrumentos, el ánodo sólido es reemplazado por un chorro de metal líquido, generalmente galio en circulación continua. La potencia total es un orden de magnitud mayor que en las fuentes de ánodo fijo, lo que permite disminuir el foco hasta los 5 µm de diámetro, acompañado de una mejora de la resolución de las imágenes y un menor tiempo de exposición.

### Cátodo de nanotubos de carbono
El cátodo empleado en los tubos convencionales se puede reemplazar por una serie de nanotubos de carbono que emiten electrones al aplicárseles un voltaje, en vez de por calentamiento, como el filamento de wolframio, por lo que pueden funcionar a temperatura ambiente. Este diseño fue concebido por un grupo de científicos de la Universidad de Carolina del Norte y patentado en el año 2000. Además de mejorar el consumo de energía, este diseño presenta ventajas en aplicaciones que requieran imágenes de objetos en movimiento: los haces de electrones provenientes de distintos nanotubos emiten rayos X en direcciones distintas, por lo que no es necesario mover el aparato, como ocurre con los tubos con un único filamento, lo que resultaría en imágenes más nítidas.

## Aplicaciones

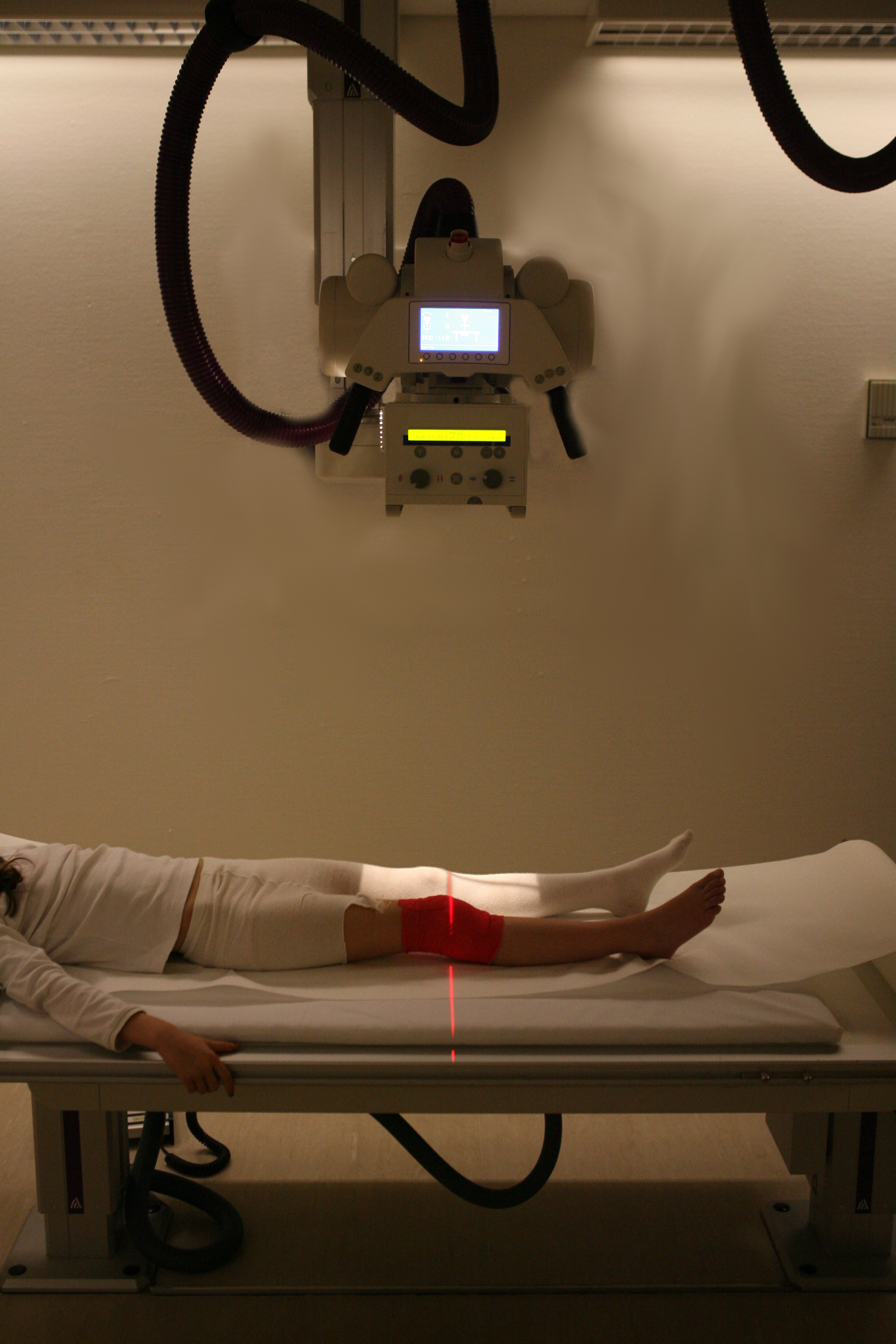
Tubo de rayos X usado para radiografías médicas

### Medicina
Los primeros usos de los tubos de rayos X en medicina y en odontología datan de finales del siglo XIX. Ya los primeros tubos de gas eran empleados para realizar fluoroscopias y radiografías, explotando el contraste en absorción de los rayos X por diferentes tejidos, y se ha documentado su uso en el campo de batalla para localizar balas en soldados heridos. En la actualidad,  también se usan para obtener imágenes médicas tridimensionales mediante la tomografía axial computarizada. Además de su papel como instrumentos de diagnóstico para lesiones óseas, dentales, aflicciones del sistema digestivo y en angiografías, forman parte del equipo usado en algunos procedimientos quirúrgicos, sobre todo para visualizar la correcta implantación de dispositivos. Otra aplicación importante, sobre todo en el pasado, fue en el campo de la radioterapia, especialmente en el tratamiento del cáncer y tumores, posible gracias a la capacidad de los rayos X de provocar la muerte celular. Mientras que los tubos de Crookes podían emplearse para tratar tumores superficiales, no fue hasta el desarrollo de los tubos en vacío que se pudo obtener radiación de la suficiente energía para poder alcanzar los tumores internos. Los tubos de rayos X para esta aplicación requieren un voltaje muy alto y gradualmente han sido reemplazados por otras fuentes de rayos X, como los aceleradores lineales.

### Inspecciones comerciales y de seguridad
Los tubos de rayos X forman parte de los dispositivos de seguridad en aeropuertos y edificios públicos y de inspección de mercancías. En los controles de equipajes el generador de rayos X emite radiación de espectro ancho y dos placas detectoras separadas por una lámina de metal, que solo pueden atravesar los rayos X de mayor energía lo que resulta un mejor contraste entre objetos de diferente composición. Para la inspección de personas, se pueden utilizar generadores de rayos X de alta energía, que atraviesan el cuerpo; en el siglo XXI empezaron a aparecer escáneres de rayos X de menor energía, que pueden atravesar la ropa pero son reflejados por objetos densos. El haz de rayos X se traslada horizontal y verticalmente y los rayos reflejados en cada posición componen una imagen bidimensional del exterior del cuerpo.
Los tubos de rayos X forman parte del equipo de inspección de productos y control de calidad en numerosas industrias meadiante diversas técnicas, como la fluoroscopia o la tomografía computarizada. Los tubos de microfoco son particularmente útiles para visualizar componentes electrónicos en circuitos integrados.

### Análisis de materiales
Los rayos X son muy usados para examinar la estructura, propiedades y composición de todo tipo de materiales orgánicos e inorgánicos. Los tubos de rayos X se emplean en los difractómetros, instrumentos empleados para estudiar material cristalino mediante difracción de rayos X, con el objetivo de identificar minerales y compuestos inorgánicos y determinar la estructura de la materia a resolución atómica. Estos experimentos son cruciales para la investigación y desarrollo en disciplinas tan diversas como la geología, biología, física de la materia y ciencia del medio ambiente. También se utilizan como fuente de rayos X para el análisis de la composición de materiales por fluorescencia, técnica ideal para la determinación de la concentración de diversas sustancias en sólidos y en líquidos e importante tanto en la investigación básica como en diversas industrias de los sectores de telecomunicaciones, alimentación, farmacéutico, agricultura, textil, petrolero, etc.
En los experimentos analíticos es común desechar los rayos X generados por radiación de frenado y usar solo el haz monocromático correspondiente a la emisión característica del ánodo. Esto se puede lograr mediante el uso de monocromadores y filtros poco absorbentes a la longitud de onda de interés, pero más opacos a los rayos X de longitudes de onda menores, normalmente un metal de número atómico Z inferior al metal utilizado en el ánodo.

## Riesgos

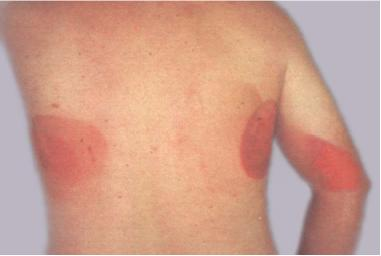
Quemaduras sufridas durante una fluoroscopia médica. En medicina se sopesan cuidadosamente los beneficios de los rayos X como instrumento de diagnóstico y terapia frente a los efectos secundarios.

Cuando se descubrieron los rayos X no se sospechaba que fueran peligrosos para la salud y durante un tiempo los tubos de rayos X y válvulas de vacío de alto voltaje se usaron sin ningún tipo de precaución para resguardarse de la exposición innecesaria a los rayos X. Incluso cuando se empezaron a observar efectos adversos, como lesiones de la piel y ojos y tumores, su aparición no siempre se asociaba al uso de rayos X. Thomas Edison y Nikola Tesla estuvieron entre los primeros que notaron una relación de causa y efecto entre el trabajo con rayos X e irritación ocular. Finalmente se estableció que una dosis de 3 mSv puede causar enrojecimiento e irritación de la piel. Dado que algunos tubos pueden resultar en exposiciones entre 10 y 10 000 mSv/h, es necesario adoptar medidas para minimizar la dosis recibida durante el uso y manipulación de los tubos de rayos X.
En todas las fuentes modernas, el tubo está rodeado de una coraza protectora de plomo, que absorbe todos los rayos X excepto los dirigidos hacia la ventana de salida. También se usan dispositivos para regular el máximo voltaje en el tubo, y filtros y colimadores para confinar el haz de rayos X en la dirección de la muestra o paciente. Incluso cuando la dosis recibida en una sola exposición no es lo suficientemente alta para provocar efectos a corto plazo, la acumulación de repetidas exposiciones aumenta el riesgo de contraer cáncer, por lo que normalmente se implementan protocolos de seguridad —por ejemplo, el requisito de ocluir el haz de rayos X mientras el aparato no esté en uso—  y se vigila que la dosis de radicación acumulada esté dentro de límites seguros para el personal que maneja tubos de rayos X regularmente. Cuando los tubos se usan en medicina, se protegen las áreas del cuerpo alrededor de la zona a tratar; en medicina diagnóstica los pacientes son situados a cierta distancia, para disminuir la dosis por unidad de superficie, y se usan tiempos de exposición tan cortos como sea posible.